# Hanomag Partner

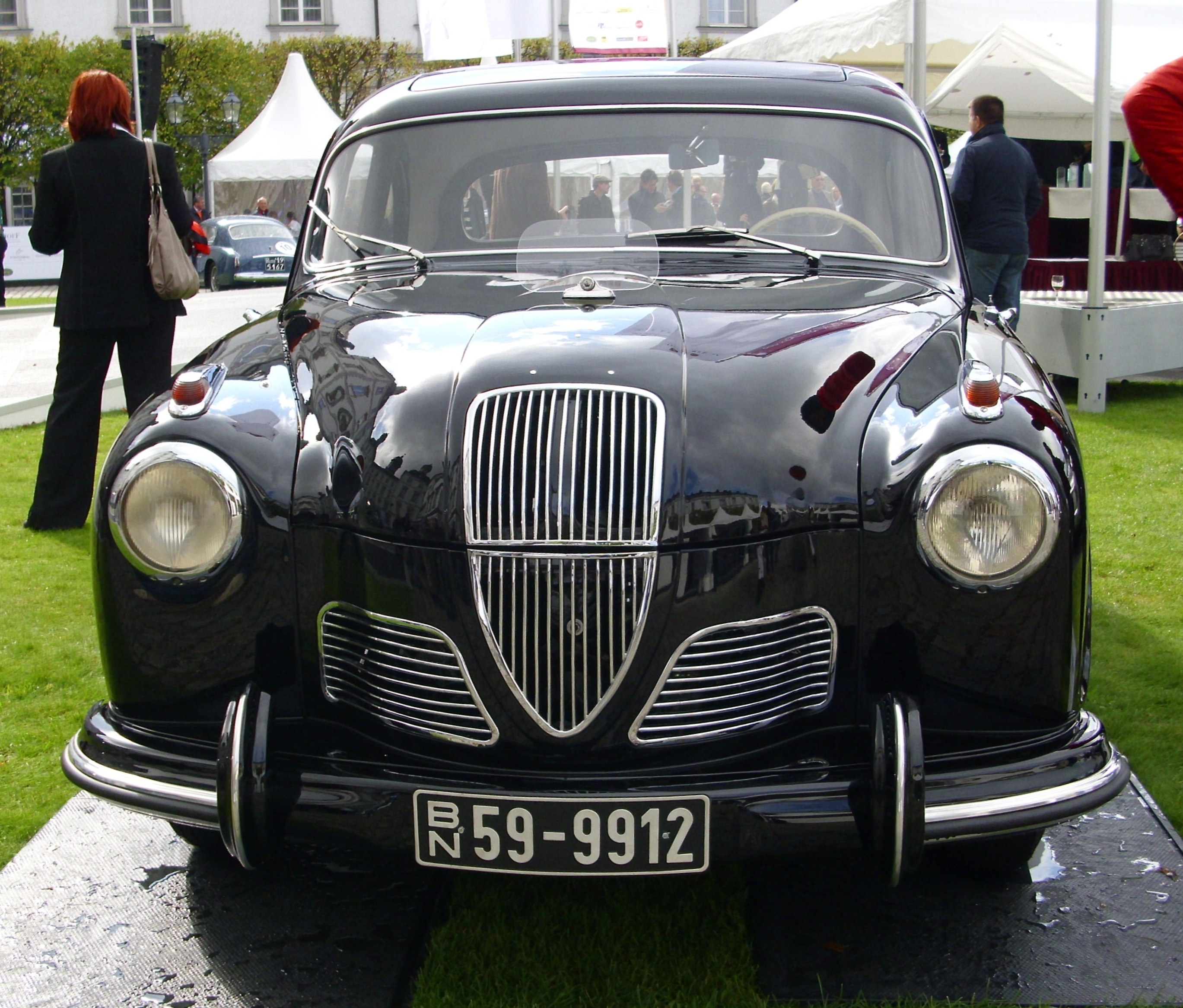
Front

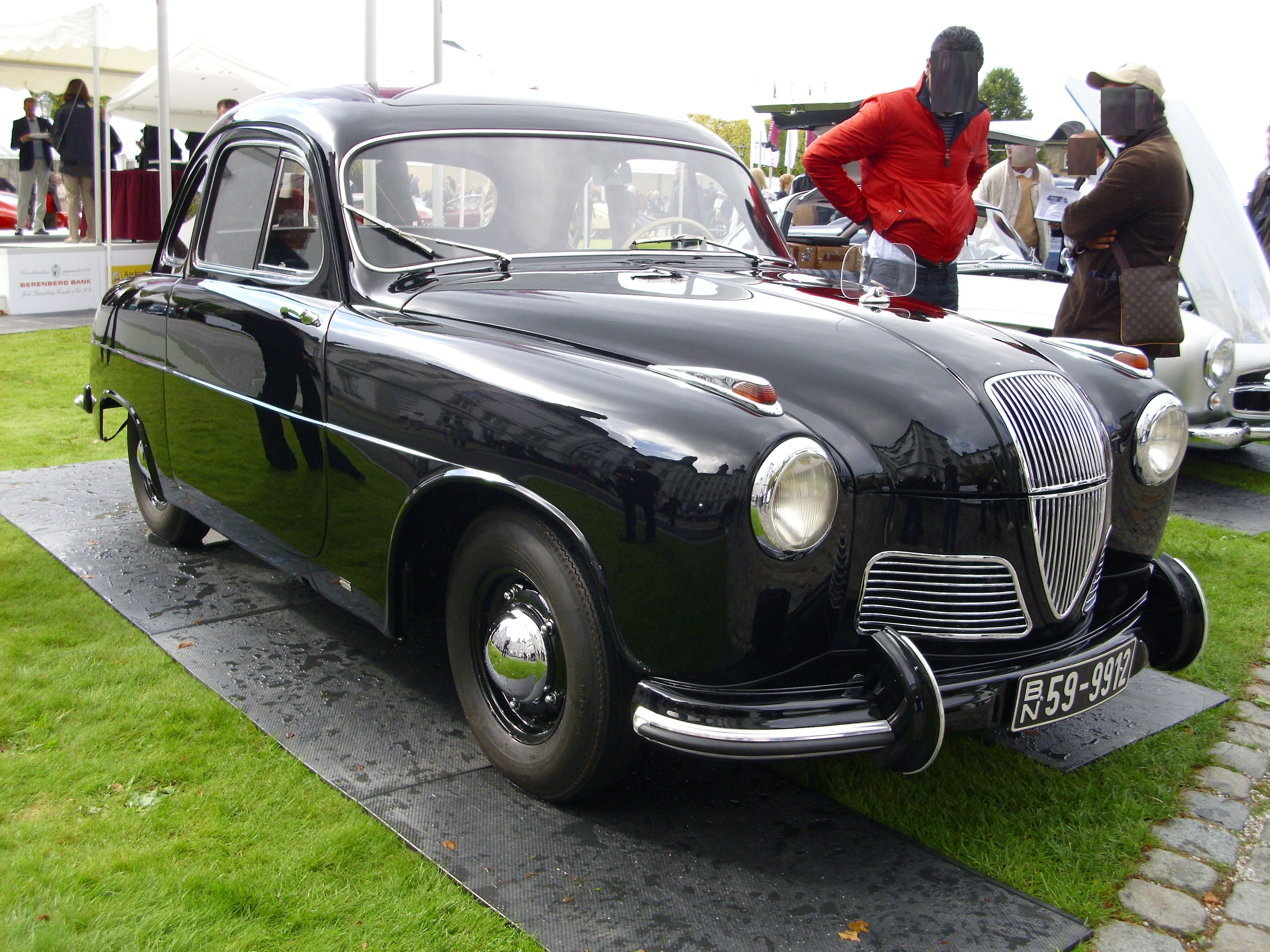
Schräg von vorne

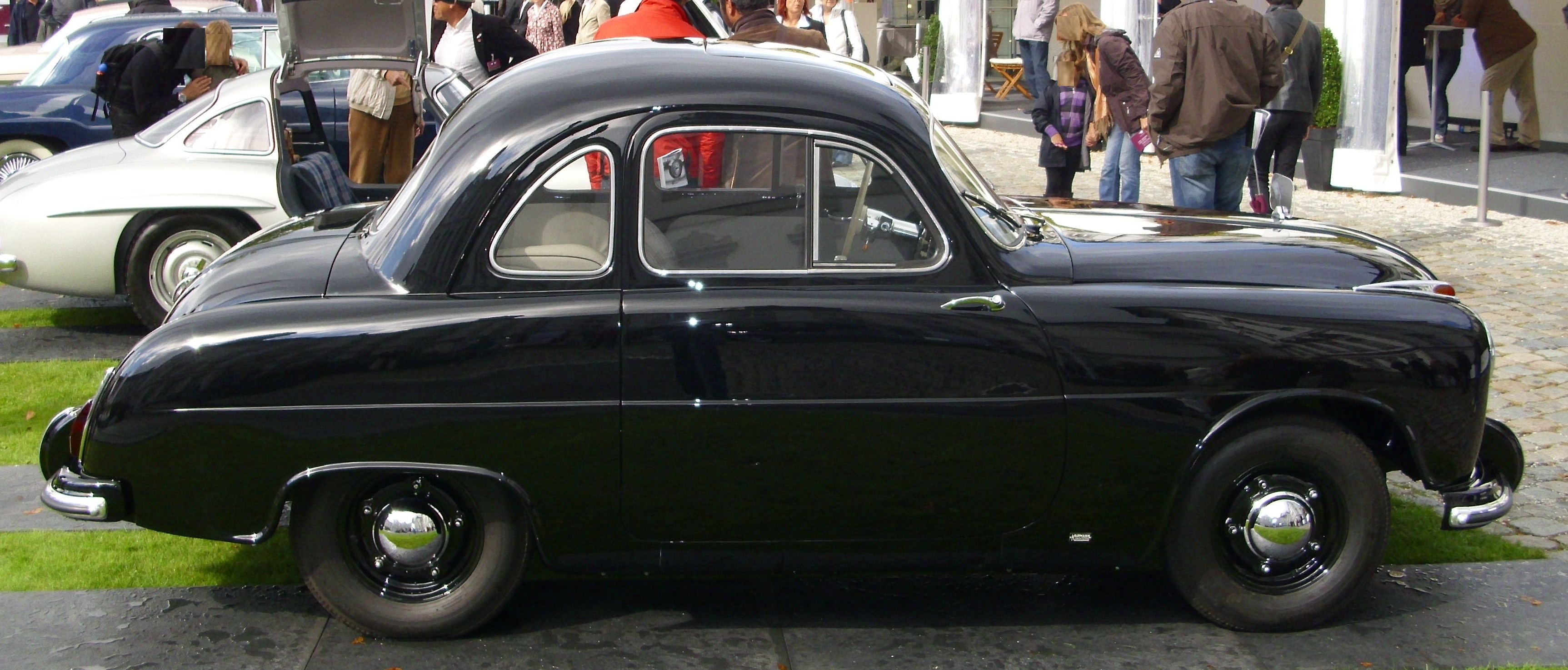
Seitenansicht

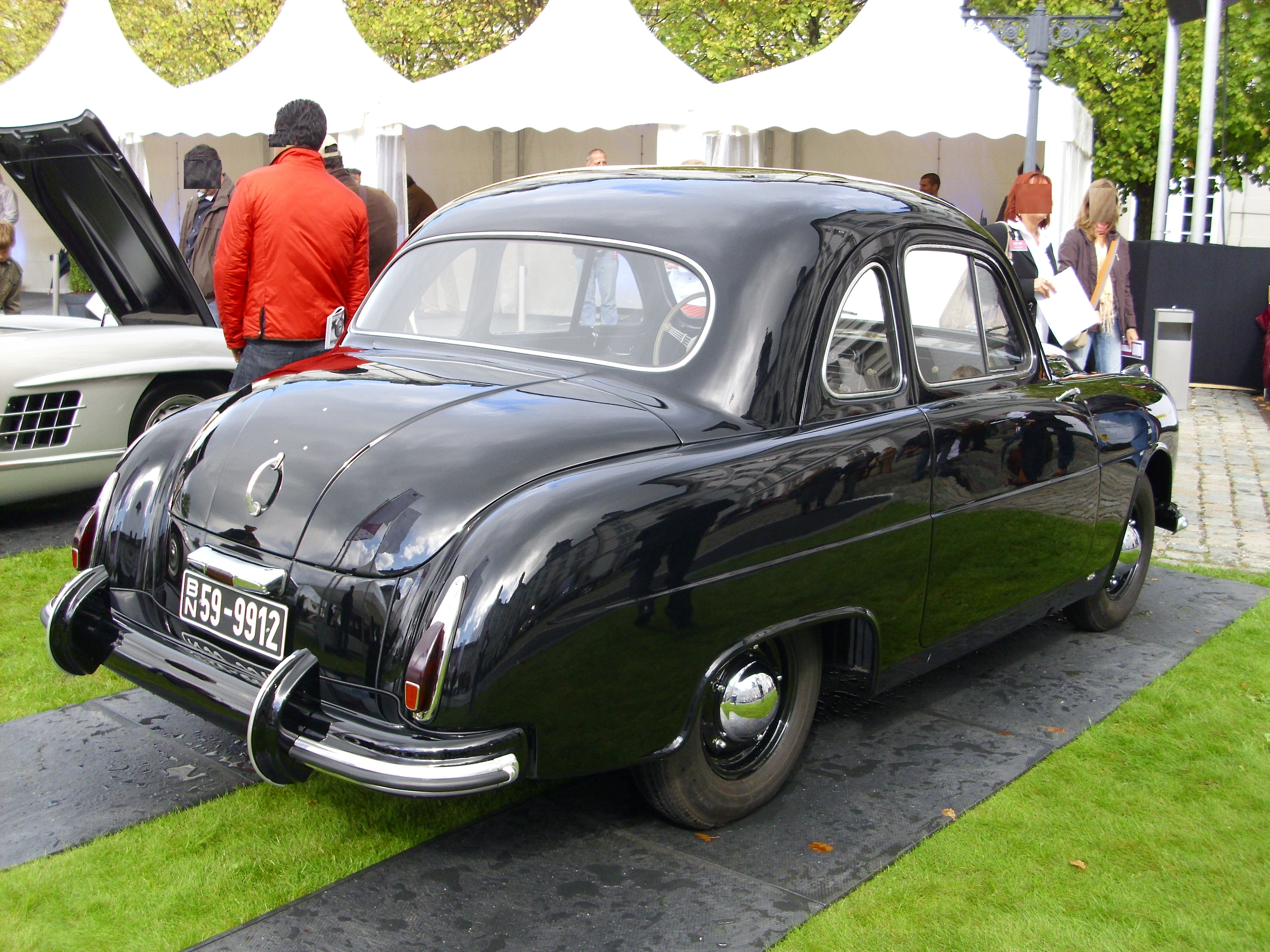
Schräg von hinten

Der Hanomag Partner ist der Prototyp eines Kleinwagens, den der hannoversche Automobilhersteller Hanomag 1951 auf der Frankfurter IAA als Nachfolger des zehn Jahre vorher eingestellten Modells 1,3 Liter vorstellte. Mit diesem Wagen wollte Hanomag die Rückkehr auf den Markt für Pkw versuchen.
Der Wagen hatte einen vorn eingebauten Dreizylinder-Zweitaktmotor (von Müller-Andernach mit Umkehrspülung und Mischungsschmierung konstruiert) mit 697 cm³ Hubraum, 28 PS Leistung und Thermosiphon-Flüssigkeitskühlung. Über ein vollsynchronisiertes Dreiganggetriebe mit Lenkradschaltung trieb er die Vorderräder an. Die selbsttragende Ganzstahl-Karosserie in Pontonform mit zwei hinten angeschlagenen Türen wurde von Karmann in Osnabrück gebaut und bot auf der vorderen Sitzbank Platz für drei Erwachsene. Dahinter konnten noch zwei Kinder auf Notsitzen Platz nehmen. Alle vier Räder waren einzeln an Schwingmetall-Gummidrehfederkörpern aufgehängt, die vorderen an doppelten Querlenkern, die hinteren an Längslenkern. Die Bremsen wurden hydraulisch betätigt.
Zwar war der Wagen in Bezug auf Design und Technik auf der Höhe seiner Zeit, fand aber beim Publikum so wenig Anklang, dass er nicht in Serie ging. Es entstanden nur 20 Vorserienfahrzeuge, von denen 6 Stück auf der IAA in Frankfurt am Main ausgestellt waren. (Fast) alle Exemplare wurden anschließend verschrottet und der Pkw-Bau bei Hanomag endgültig aufgegeben. Lediglich ein Fahrzeug mit der Seriennummer 0008 ist derzeit bekannt, es wurde komplett restauriert und steht fahrfertig im Karmann-Museum in Osnabrück.

## Technische Daten
| Typ                   | Partner                     |
| Bauzeitraum           | 1951                        |
| Aufbauten             | L2                          |
| Motor                 | 3 Zyl. Reihe 2-Takt         |
| Ventile               | ohne                        |
| Bohrung × Hub         | 65 mm × 70 mm               |
| Hubraum               | 697 cm³                     |
| Leistung (PS)         | 28                          |
| Leistung (kW)         | 20,6                        |
| bei Drehzahl (1/min)  | 4000                        |
| Drehmoment (Nm)       |                             |
| bei Drehzahl (1/min)  |                             |
| Verdichtung           | 7,3 : 1                     |
| Verbrauch             | 7 l / 100 km                |
| Getriebe              | 3-Gang mit Lenkradschaltung |
| Höchstgeschwindigkeit | 100 km/h                    |
| Leergewicht           | 730 kg                      |
| Zul. Gesamtgewicht    | 1080 kg                     |
| Elektrik              | 12 Volt                     |
| Länge                 | 4000 mm                     |
| Breite                | 1700 mm                     |
| Höhe                  | 1480 mm                     |
| Radstand              | 2165 mm                     |
| Spur vorne/hinten     | 1350 mm / 1300 mm           |
| Wendekreis            | 10 m                        |
| Reifengröße           | 5,60-13"                    |

- L2 = 2-türige Limousine